# ユニバーサル・ロケット・モジュール
ユニバーサル・ロケット・モジュール/Universal Rocket Module (URM)はアンガラ使い捨てロケットの1段目と2段目のモジュラー式液体燃料ロケットの名称である。1段目のブースターはURM-1で2段目はURM-2として認識される。URM-2はソユーズ-2の第2段のブロックIの派生型である。
URM-1は統一された直径2.9m、全長25mの構造体で酸化剤タンクと燃料タンク(両方のタンクはスペーサーで結合される)とRP-1燃料と液体酸素を燃焼して推力1.92 MNを生み出すRD-191エンジンで構成される 。URM-1 は2014年にアンガラ 1.2PP 弾道試験飛行で初めて飛行した。アンガラはアンガラ1.2とアンガラ1.2PPでは1基のURM-1で構成されアンガラA5では1基のURM-1をコアとして4基の追加されたURM-1を補助ロケットとして使用する。
URM-2はブロックIの改良型で直径3.6m全長6.9mである。動力はブロック Iで使用されるRD-0124の改良型のRD-0124Aを1基備え推力294 kNを生み出す。URM-2はアンガラ1.2PPで初めて打ちげ試験が実施されたが、アンガラA5の打ち上げのみで運用される予定である。運用可能なアンガラ 1.2 は同様にRD-0124Aを動力とする直径2.9m以下の改良型のブロックIを第2段とする予定である。
Naro-1 打上げ機はRD-191の推力を減らしてRD-151と呼ばれるエンジンを備えるURM-1を原型として韓国のKARIで製造された固体燃料式の第2段と組み合わせる。